# قطعنامه ۵۹ شورای امنیت
قطعنامه ۵۹ شورای امنیت سازمان ملل متحد که در تاریخ ۱۹ اکتبر ۱۹۴۸ تصویب شد، سندی بین‌المللی دربارهٔ مسئلهٔ فلسطین است. این قطعنامه طی نشست ۳۶۷ام موافق، مخالف و ممتنع تصویب شد.